# Tetlanohcan
Koordinaten: 19° 15′ 36″ N, 98° 9′ 50″ W
Tetlanohcan ist ein Municipio im mexikanischen Bundesstaat Tlaxcala. Das Gemeindegebiet erstreckt sich über eine Fläche von knapp 40 km², beim Zensus 2010 wurden 9880 Einwohner im Municipio gezählt. Verwaltungssitz und größter Ort im Municipio ist das gleichnamige San Francisco Tetlanohcan.

## Geographie

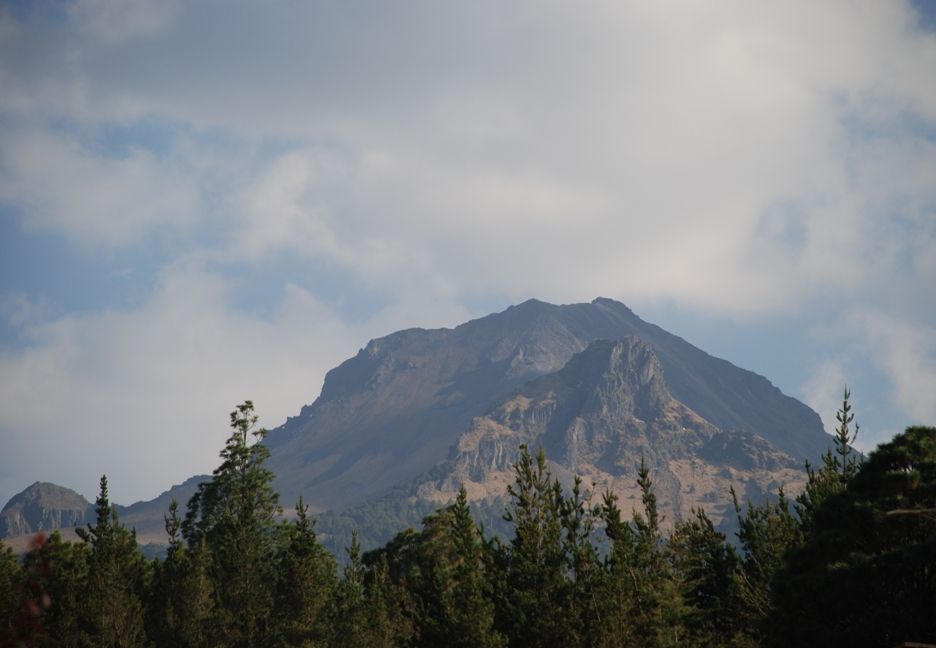
Malinche

Tetlanohcan liegt im Süden des Bundesstaates am Ostrand der Hauptstadt des Bundesstaates Tlaxcala de Xicohténcatl am Fuße des erloschenen Vulkans Malinche.

## Orte
Das Municipio Tetlanohcan umfasst sechs bewohnte localidades, von denen lediglich der Hauptort als urban klassifiziert ist.

## Städtepartnerschaft
Es besteht eine Städtepartnerschaft mit New Haven in  Connecticut, USA.